# Sesto Bruscantini
Sesto Bruscantini   (Civitanova Marche, 10 de desembre de 1919 - Civitanova Marche, 4 de maig de 2003) va ser un cantant d'òpera italià amb veu de baix baríton. És considerat un dels cantants més importants de la postguerra. El repertori de Sesto Bruscantini es va caracteritzar per la gamma musical i dramàtica dels seus nombrosos papers. Inicialment es va especialitzar com a baixista en els papers còmics de les òperes de Mozart (Les noces de Figaro, Don Giovanni, Così fan tutte), Rossini (Il turco a Italia, L'italiana a Algeri, El barber de Sevilla, La Cenerentola) i Donizetti (L'elisir d'amore, La fille du régiment, Don Pasquale). En algunes òperes també va canviar de paper, com a Nozze del comte a Fígaro, de Guglielmo a Alfonso a Così o de Belcore a Dulcamara a Elisir, de Malatesta a Pasquale a Don Pasquale. A Don Giovanni va interpretar els quatre papers masculins principals.
Més tard es va convertir en baríton i va cantar durant molt de temps els grans papers de baríton a les òperes de Giuseppe Verdi. Va tenir un gran èxit al Festival de Glyndebourne als anys 50 i a la "Lyric Opera de Chicago" als anys 60. Durant la seva carrera va cantar a La Scala de Milà, a l'Òpera de Roma, va ser convidat al Festival de Salzburg, a l'Òpera Estatal de Viena, al Met de Nova York i a altres grans cases, principalment a Europa.
La seva veu molt flexible i la seva extraordinària presència escènica van caracteritzar Bruscantini i li van permetre cobrir amplis àmbits de la música vocal, des de Il combattimento di Tancredi e Clorinda de Claudio Monteverdi de 1624 fins a obres modernes com Oedipus Rex d'Igor Stravinski. El seu repertori incloïa uns 150 papers en més de 100 òperes.

## Inicis
Els pares de Sesto Bruscantini eren Dante i Ena Bruscantini-Pallotta. Sesto va aparèixer per primera vegada als escenaris als vuit anys, quan va pronunciar un text en una representació del Minuet de Luigi Boccherini. Va tenir la seva primera aparició com a cantant als vint anys a la primavera de 1939, quan va cantar el paper del capità Wun-Hi a l'opereta The Geisha de Sidney Jones al teatre "Beniamino Gigli" de la seva ciutat natal.
El pare de Bruscantini era advocat i per això Sesto també va començar a estudiar dret a la Universitat de Macerata. Però va decebre les esperances del seu pare i va estudiar música al "Conservatorio Santa Cecilia" de Roma. Va ser animat per un oncle amant de la música i l'èxit en les seves primeres aparicions en petits concerts. Va debutar el 1946 a la seva ciutat natal de Civitanova com a Colline a La Bohème de Puccini. Després va passar un any a l'escola d'òpera de Roma, cantant en concerts i petits papers com el de Notari a Gianni Schicchi i el Primer Natzarè a Salomé.
Bruscantini va cantar per primera vegada com Don Geronimo a La Scala de Milà l'any 1949 a Il matrimonio segreto de Cimarosa, un paper que es mantindrà en el seu repertori durant molts anys i que també va ser l'inici d'una carrera de quaranta anys.

## La dècada de 1950
L'octubre de 1950 Selim va seguir a Roma Il turco in Italia de Rossini amb Maria Callas, el tenor Cesare Valletti i el baríton Mariano Stabile. L'any següent va tornar a La Scala per interpretar Dulcamara a L'elisir d'amore de Donizetti, un altre paper que va continuar cantant 40 anys després. El seu primer paper en una òpera de Mozart va ser Masetto a Don Giovanni. El 1951, en el 50è aniversari de la mort de Giuseppe Verdi, Bruscantini va cantar el paper del baró Kelbar a Un giorno di regno per a Rai.
L'estiu de 1951 va debutar al Festival de Glyndebourne com a Don Alfonso. L'any següent va passar al paper de Guglielmo a la mateixa òpera i va cantar Dandini a La Cenerentola de Rossini, ambdós papers de baríton, amb gran èxit. Després de Glyndebourne va anar directament a Salzburg, on va assumir el paper principal de Don Pasquale de Donizetti al festival. Més tard aquell any va cantar el seu primer Figaro a Le nozze di Figaro de Mozart a l'Òpera Holandesa d'Amsterdam. El 1959 va aparèixer al Royal Festival Hall de Londres amb els Virtuosi di Roma en tres òperes còmiques del segle XVIII: com Uberto a La serva padrona de Pergolesi, com Don Bucefalo a Le cantatrici villane de Valentino Fioravanti i en el paper principal de Il maestro di cappella de Domenico Cimarosa.

## La dècada de 1960
A la dècada de 1960, Bruscantini va cantar cada cop més papers dramàtics de bel canto com Alfonso di Castiglia a Sesto Bruscantini, Zurga a Les pêcheurs de perles i diversos papers a les obres de Giuseppe Verdi com el paper principal a Rigoletto, Germont a La traviata, el duc. de Posa a Don Carlo, Ford a Falstaff o Melitone a La forza del destino.
Al febrer i març de 1960 va cantar els quatre vilans barítons a Les contes d'Hoffmann i Marcello a La Bohème al Teatre San Carlo de Nàpols. L'estiu del mateix any va cantar el seu primer paper de baríton de Verdi com Ford a Falstaff a Glyndebourne. Al novembre va debutar als Estats Units a l'Òpera Lírica de Chicago com a Fígaro de Rossini, el primer dels catorze papers que hi va cantar en onze temporades fins al 1986.
El 1962 va cantar el seu primer duc de Posa a Trieste. Van seguir altres papers amb un baríton alt. El 1965 es va afegir un altre nou paper de Verdi al seu repertori a Florència: Renato a Un ballo in maschera. Giorgio Germont va seguir el 1966 a La traviata de Gènova.

## La dècada de 1970
El 1971 Bruscantini va debutar tardàment a la Royal Opera House Covent Garden com el Fígaro de Rossini. El 1976 la seva interpretació de Simon Boccanegra va ser emesa per la BBC el dia d'Any Nou i el mes següent va cantar el seu primer Falstaff amb l'Òpera Escocesa de Glasgow; Va mostrar el cavaller gros com un vell solitari i trist.
El 1977, en la seva primera de les tres visites a l'Òpera del Festival de Wexford, Bruscantini va dirigir una òpera per primera vegada a La serva padrona de Pergolesi. Juntament amb Marilyn Horne, va gravar la primera versió moderna de Orlando furioso d'Antonio Vivaldi el 1978 amb Claudio Scimone.

## Després de 1980
El 1981 Bruscantini va cantar per primera vegada al Met de Nova York, com Taddeo a L'italiana a Algeri. En les seves dues temporades a Nova York va cantar al costat de Taddeo com Bartolo a Il barbiere di siviglia i Dulcamara a L'elisir d'amore. El 23 d'octubre de 1983 va ser convidat com a convidat d'honor a la celebració del centenari de l'òpera.
A la dècada de 1980 va actuar com Don Alfonso a Così fan tutte al Festival de Salzburg durant tres anys. El 1985 va tornar a Glyndebourne com a Don Magnifico. El 1986 va intervenir com Iago a Dallas i va cantar un nou paper de Rossini a Bordeus, Asdrule a La pietra del paragone. El 1990, també a Roma, va cantar el seu últim nou paper amb el magistrat a Werther, el seu únic en alemany. Va cantar Papageno a La flauta màgica i Rocco a Fidelio en una versió italiana. Als 70 anys va donar el seu últim Don Alfonso a Macerata.
Després de retirar-se de l'escenari d'òpera Bruscantini va obrir una escola de cant a la seva ciutat natal Civitanova, on va morir el 4 de maig de 2003 als 83 anys.

## Personal
Del 1953 al 1956 Bruscantini es va casar amb la soprano Sena Jurinac. El juny de 1953 es van casar a Lewes, al sud d'Anglaterra, i van aparèixer junts a Così fan tutte aquella mateixa nit. Més tard apareixien sovint a l'escenari junts. Tots dos van aparèixer al Figaro de Mozart a la pel·lícula de 1955 On Such a Night: ell com a Fígaro, ella com a comtessa. La parella també va cantar junts al pròleg de lAriadne auf Naxos de Richard Strauss, amb Jurinac com a compositor i Bruscantini com a mestre musical, una incursió inusual a l'òpera alemanya. Després del seu divorci, Bruscantini es va casar amb Angela Pallota.

## Rols (selecció)
| Rol                                         | Òpera                    | Compositor              |
| ------------------------------------------- | ------------------------ | ----------------------- |
| Rocco                                       | Fidelio                  | Ludwig van Beethoven    |
| Sir Giorgio Riccardo Forth                  | I puritani               | Vincenzo Bellini        |
| Conte Rodolfo                               | La sonnambula            | Bellini                 |
| Zurga                                       | Les pêcheurs de perles   | Georges Bizet           |
| Escamillo                                   | Carmen                   | Bizet                   |
| Fürst Jelezki                               | Píkovaia dama            | Piotr Ilitx Txaikovski  |
| Bernardone                                  | Giannina e Bernardone    | Domenico Cimarosa       |
| Perizonio                                   | L'impresario in angustie | Cimarosa                |
| Maestro                                     | Il maestro di cappella   | Cimarosa                |
| Geronimo                                    | Il matrimonio segreto    | Cimarosa                |
| Don Romualdo                                | Emilia di Liverpool      | Gaetano Donizetti       |
| Dulcamara                                   | L’elisir d’amore         | Donizetti               |
| Enrico Ashton                               | Lucia di Lammermoor      | Donizetti               |
| Don Annibale Pistacchio                     | Il campanello            | Donizetti               |
| Sulpice                                     | La fille du régiment     | Donizetti               |
| Alfonso XI                                  | La favorite              | Donizetti               |
| Don Pasquale Malatesta                      | Don Pasquale             | Donizetti               |
| Frère Laurent                               | Roméo et Juliette        | Gounod                  |
| Il Re di Scozia                             | Ariodante                | Händel                  |
| Le Bailli                                   | Werther                  | Massenet                |
| Graf Almaviva Figaro                        | Les noces de Fígaro      | Wolfgang Amadeus Mozart |
| Don Giovanni Commendatore Leporello Masetto | Don Giovanni             | Mozart                  |
| Don Alfonso Guglielmo                       | Così fan tutte           | Mozart                  |
| Papageno                                    | Die Zauberflöte          | Mozart                  |
| Coppélius Dapertutto Lindorf Miracle        | Les Contes d'Hoffmann    | Jacques Offenbach       |
| Mastro Antonio                              | Il Socrate immaginario   | Giovanni Paisiello      |
| Figaro                                      | Il barbiere di Siviglia  | Paisiello               |
| Uberto                                      | La serva padrona         | Pergolesi               |
| Marcello Colline                            | La Bohème                | Giacomo Puccini         |
| Scarpia                                     | Tosca                    | Puccini                 |
| Messer Amantio Di Nicola                    | Gianni Schicchi          | Puccini                 |
| Ramiro                                      | L'Heure espagnole        | Ravel                   |
| Germano                                     | La scala di seta         | Gioachino Rossini       |
| Conte Asdrubale                             | La pietra del paragone   | Rossini                 |
| Gaudenzio                                   | Il signor Bruschino      | Rossini                 |
| Mustafà Taddeo                              | L'italiana in Algeri     | Rossini                 |
| Selim                                       | Il turco in Italia       | Rossini                 |
| Bartolo Figaro                              | Il barbiere di Siviglia  | Rossini                 |
| Dandini                                     | La Cenerentola           | Rossini                 |
| Barone di Kelbar                            | Un giorno di regno       | Giuseppe Verdi          |
| Massimiliano Moor                           | I masnadieri             | Verdi                   |
| Miller                                      | Luisa Miller             | Verdi                   |
| Rigoletto                                   | Rigoletto                | Verdi                   |
| Giorgio Germont                             | La traviata              | Verdi                   |
| Simon Boccanegra                            | Simon Boccanegra         | Verdi                   |
| Renato                                      | Un ballo in maschera     | Verdi                   |
| Fra' Melitone                               | La forza del destino     | Verdi                   |
| Rodrigo di Posa                             | Don Carlo                | Verdi                   |
| Ford Sir John Falstaff                      | Falstaff                 | Verdi                   |
| Ruggiero                                    | Orlando furioso          | Antonio Vivaldi         |
| Kuno                                        | Der Freischütz           | Carl Maria von Weber    |

## Enregistraments
Incomptables enregistraments testimonien la col·laboració de Bruscantini amb tots els grans cantants d'òpera del seu temps. Entre ells hi ha Luigi Alva, Carlo Bergonzi, [[]], Franco Corelli, Fiorenza Cossotto, Victòria dels Àngels, Mario del Monaco, Mirella Freni, Leyla Gencer, Nicolai Ghiaurov, Alfredo Kraus, Anna Moffo, Elisabeth Schwarzkopf, Renata Scotto, Giulietta Simionato i Elena Souliotis. El seu primer enregistrament, Il campanello de Donizetti, data de 1949, l'últim de 1986, quan va cantar Don Romualdo a Emilia di Liverpool de Donizetti per a l'Òpera Rara.

## Registres de pel·lícules
Entre 1955 (Don Pasquale) i 1983 (Così fan tutte), Sesto Bruscantini va aparèixer en 13 pel·lícules.